# Dr.ギグルス
『Dr.ギグルス』（ドクター・ギグルス、原題：Dr. Giggles）は、1992年制作のアメリカ合衆国のホラー映画。

## あらすじ
精神病院から自分を医者だと信じるエヴァンが脱走した。彼は自分が生まれ育った故郷の小さな町に舞い戻り、町医者になりすます。
実はエヴァンには町の住民たちに怨みがあった。さかのぼること30年以上前、エヴァンの父親はこの町で町医者を開業し、妻と幼いエヴァンと平穏に暮らしていた。しかし、妻が回復不能の心臓病を患い、次第に容体は悪化、父はそんな妻を助けようと次第に狂気に陥っていった。父は生きた人間の心臓を使って心臓移植の実験を行い、7人の患者を殺害した罪で死刑となったのだった。
エヴァンは父の復讐を果たすため、そして父の遺志を受け継ぎ心臓移植を成功させるため、父が遺した薬品と医療器具で住民たちを殺害して心臓移植の実験を重ねていく。
そんなある日、エヴァンは心臓を患い手術する必要がある少女ジェニファーと知り合う。ジェニファーに亡き母の姿を重ね合わせたエヴァンは彼女に心臓移植の手術をしようと迫る…。

## キャスト
※括弧内は日本語吹替
- エヴァン・レンデル - ラリー・ドレイク（池田勝）
- ジェニファー・キャンベル - ホリー・マリー・コームズ（かないみか）
- マックス・アンダーソン - グレン・クイン（関俊彦）
- トム・キャンベル - クリフ・デ・ヤング（伊藤和晃）
- ハンク・マグルーダー - リチャード・ブラッドフォード（岸野一彦）
- ジョー・ライツ - キース・ダイアモンド（茶風林）
- タマラ - ミシェル・ジョンソン
- エレイン・ヘンダーソン - ナンシー・フィッシュ（鈴木れい子）